# Marnix van Rij
Marnix Leonard Alexander van Rij (Rotterdam, 25 oktober 1960) is een Nederlands politicus. Hij was van 10 januari 2022 tot 2 juli 2024 staatssecretaris voor Fiscaliteit en Belastingdienst bij het Ministerie van Financiën namens het CDA in het kabinet-Rutte IV. Eerder was hij van 1999 tot 2001 voorzitter van het CDA en van 2015 tot 2019 lid van de Eerste Kamer, waar hij onder meer het woord voerde over fiscale zaken.

## Biografie

### 1973-1999
Van Rij doorliep in de periode 1973-1979 het Christelijk Gymnasium Sorghvliet in Den Haag. Hierna studeerde hij achtereenvolgens Nederlands recht (1983) en belastingrecht (1986) aan de Rijksuniversiteit Leiden. Tijdens deze laatste studie werkte hij als assistent bij Moret Gudde Brinkman Belastingadviseurs te Den Haag. Na voltooiing van zijn tweede opleiding trad hij in dienst bij de ABN. In datzelfde jaar, 1986, werd hij gekozen tot lid van de gemeenteraad in zijn woonplaats Wassenaar, nadat hij in 1985 de lokale afdeling van het CDJA, de jongerenorganisatie van het CDA, had opgericht. In 1990 werd hij op 29-jarige leeftijd wethouder in Wassenaar. Ook werkte hij als zelfstandig belastingadviseur, om vervolgens op 1 juli 1994 in dienst te treden bij Moret Ernst & Young, rechtsopvolger van Moret Gudde Brinkman, eerst als senior-belastingconsultant, vanaf 1 januari 1998 tot en met 30 juni 2019 als (Senior) Partner.
In februari 1999 werd Van Rij parttime voorzitter van het CDA. Kort daarvoor had het CDA wederom een gevoelige verkiezingsnederlaag geleden en kwam de partij opnieuw in de oppositie terecht. Van Rij gaf samen met een groep dertigers/jonge veertigers leiding aan een vernieuwingsbeweging in de partij.

### Conflict met De Hoop Scheffer (2001) en aftreden
Van Rij trad op 26 september 2001 vervroegd af als partijvoorzitter, vanwege een strategisch conflict over de koers van de partij met de toenmalige partijleider, Jaap de Hoop Scheffer, die fractievoorzitter was in de Tweede Kamer en beoogd lijsttrekker voor de verkiezingen van 2002.
Het CDA deed het in 2001 structureel slecht in de peilingen (circa 25 zetels). Veel leden van de partij hadden het vertrouwen in De Hoop Scheffer verloren. Yvonne van Rooy polste De Hoop Scheffer in augustus 2001 of deze bereid was plaats te maken voor Van Rij. Aanvankelijk leek De Hoop Scheffer hiertoe bereid, maar korte tijd later kwam hij hierop terug. Van Rij wilde toen nummer drie op de lijst voor het CDA worden, maar hier stak De Hoop Scheffer een stokje voor. Van Rij trok zich uiteindelijk terug als partijvoorzitter. De Hoop Scheffer trad af, nadat hij tot de conclusie was gekomen dat het partijbestuur onvoldoende vertrouwen in hem als lijsttrekker had. Het tot dan toe vrij onbekende Kamerlid Jan Peter Balkenende volgde De Hoop Scheffer op als lijsttrekker en werd na de verkiezingen minister-president van Nederland.

### Na 2001
Tijdens zijn periode als partijvoorzitter bleef hij partner bij Ernst & Young; dit werk deed hij sedert 2001 weer voltijds. Van 2015 tot 2019 was Van Rij lid van de Eerste Kamer.
Per 15 februari 2020 werd Van Rij benoemd tot regeringscommissaris van Sint Eustatius, als opvolger van Mike Franco. Om het bestuur op Sint Eustatius weer op de rails te krijgen is in 2018 de functie van regeringscommissaris gecreëerd. Deze functionaris vervangt het bestuurscollege en de eilandsraad.
Van Rij had Alida Francis naast zich als plaatsvervanger. De eilandsraadverkiezingen op 21 oktober 2020 waren onderdeel van een gefaseerd herstel van normale bestuurlijke verhoudingen.
Op 4 april 2021 richtte hij zich in een Paasboodschap tot de eilandbevolking om zijn voortijdig vertrek aan te kondigen.
Van Rij was van 3 april tot 11 december 2021 interim-partijvoorzitter van het CDA.

### Staatssecretaris
Als interim-voorzitter leidde hij het CDA-bestuur na de Tweede Kamerverkiezingen van maart 2021, toen Rutger Ploum vanwege de verkiezingsnederlaag was opgestapt. Op 10 januari 2022 werd hij benoemd tot staatssecretaris voor fiscaliteit en Belastingdienst in het kabinet-Rutte IV. Hij kreeg direct te maken met een zeldzaam ingrijpend arrest van de Hoge Raad over box 3. De Hoge Raad oordeelde dat de belasting in box 3 een aantal jaar onrechtmatig was, en verplichtte de overheid om bezwaarmakers te compenseren. Overwogen werd ook om mensen te compenseren die geen bezwaar gemaakt hadden, maar hier werd uiteindelijk van af gezien.
Tijdens de formatie van het opvolgende kabinet-Schoof met als onderhandelende partijen PVV, VVD, NSC en BBB werd Van Rij naar eigen zeggen gevraagd premier te worden nadat Ronald Plasterk zich terugtrok als kandidaat, maar ook hij zag hiervan af. Bij het aantreden van dit kabinet op 2 juli 2024 stopte Van Rij als staatssecretaris.
Per 1 november 2024 is Van Rij benoemd tot plaatsvervangend bewindvoerder van de Nederlands-Belgische kiesgroep bij het Internationaal Monetair Fonds (IMF).
- Gemeinsame Normdatei: 124916058
- International Standard Name Identifier: 0000 0000 7867 7151
- Library of Congress Control Number: n2003109553
- Nederlandse Thesaurus van Auteursnamen: 148056776
- Parlement.com: vh4i1b92lzyq
- Virtual International Authority File: 23086866
- WorldCat: E39PBJvd6y6XtgwPMv9kw7pVmd